# 毎日ウィークリー
毎日ウィークリー（まいにちウィークリー）は、毎日新聞社が発行していた英字週刊新聞。1972年創刊。2020年休刊。

## 概要
毎日新聞紙上にて掲載された注目記事を厳選しそれを英訳で掲載していた他、英語を勉強している人のために英語記事は全編日本語訳を行っていた。その他、英語教室のページも設けていた。2001年3月に毎日デイリーニューズ（英文毎日）という日刊の英字紙が休止されたため、毎日新聞社が発行する事実上唯一の英字新聞であった。しかし、毎日ウィークリーも2020年12月26日号を最後に休刊となり、ウェブサイトも2021年1月末に閉鎖された。